# Kawhi Leonard
Kawhi Anthony Leonard (Los Angeles, 29 juni 1991) is een Amerikaans basketballer die speelt als small-forward voor de Los Angeles Clippers.

## Professionele carrière

### San Antonio Spurs
Kawhi werd geselecteerd met de 15e pick in de NBA Draft van 2011 door de Indiana Pacers. Hij werd dezelfde dag nog geruild naar de San Antonio Spurs samen met Erazem Lorbek en Dāvis Bertāns voor George Hill. Samen met sterspelers Tim Duncan, Tony Parker en Manu Ginóbili bereikte het team de NBA-finale van 2013. De Spurs verloren daar met 3 gewonnen wedstrijden tegen 4 van de Miami Heat, die voor de tweede keer op rij de NBA Finals wonnen onder leiding van LeBron James, Dwyane Wade en Chris Bosh. Een legendarisch moment in deze series vindt men terug bij een driepunter van scherpschutter Ray Allen in de 6e wedstrijd die er voor zorgde dat de Heat in de wedstrijd bleven.
In 2014 belandde de San Antonio Spurs weer in de finale, opnieuw tegen de Miami Heat. Dit maal won het team uit Texas in zes wedstrijden (4-2) tegen het team uit Florida. In de finale werd Kawhi uitgeroepen tot Finals MVP. In 2015 en 2016 werd hij uitgeroepen door Beste Defensieve Speler van het Jaar en zowel in 2016 als in 2017 werd hij geselecteerd voor de NBA All-Star Game.
Na een zware beenblessure in de 2017 play-offs tegen de Golden State Warriors door toedoen van de Georgische Zaza Pachulia bleef hij lange tijd uit. Na zijn herstel weigerde hij verder samen te werken met de Spurs, wat na heisa en drama werd opgelost door een ruil met de Toronto Raptors in juli 2018. Dit zorgde voor hevige uitlatingen van Spurs fans en fans van de NBA in het algemeen. Waar Kawhi eerder gekend stond als een sympathieke, doordachte speler vielen nu de woorden arrogant en ondankbaar. De ruil omvatte medespeler Danny Green en leverde San Antonio sterspeler DeMar DeRozan en jonge center Jakob Pöltl op.

### Toronto Raptors
In zijn eerste seizoen in Canada met de Raptors werd Kawhi samen met Kyle Lowry, Serge Ibaka en Pascal Siakam opnieuw kampioen van de NBA in 2019 na een finale tegen de Golden State Warriors.

### Los Angeles Clippers
In 2019 tekende hij als vrije speler bij de Los Angeles Clippers daar tekende toen ook Paul George die overkwam van de Oklahoma City Thunder. Hij geraakte aan het eind van het seizoen 2020/21 geblesseerd en miste het einde van het seizoen. In het seizoen 2021/22 kwam hij niet in actie door het herstel van de zware blessure van een seizoen eerder. Op 3 oktober 2022 keerde hij terug bij de Clippers en scoorde meteen elf punten. In de tweede wedstrijd van de play-offs geraakte hij opnieuw geblesseerd en kwam niet meer in actie.

## Erelijst
- NBA-kampioen: 2014, 2019
- NBA Finals Most Valuable Player Award: 2014, 2019
- NBA All-Star: 2016, 2017, 2019, 2020, 2021
- NBA All-Star Game MVP: 2020
- All-NBA First Team: 2016, 2017, 2021
- All-NBA Second Team: 2019, 2020, 2024
- NBA Defensive Player of the Year: 2015, 2016
- NBA All-Defensive First Team: 2015, 2016, 2017
- NBA All-Defensive Second Team: 2014, 2019, 2020, 2021
- NBA All-Rookie First Team: 2012
- NBA 75th Anniversary Team
- Nummer 15 teruggetrokken door de San Diego State Aztecs
- Martin Luther King Hall of Fame: 2018

## Statistieken

### Reguliere Seizoen
| Seizoen  | Team                 | WG                                                     | WS                                                     | MPW                                                    | 2P%                                                    | 3P%                                                    | FW%                                                    | RPW                                                    | APW                                                    | SPW                                                    | BPW                                                    | PPW                                                    |
| -------- | -------------------- | ------------------------------------------------------ | ------------------------------------------------------ | ------------------------------------------------------ | ------------------------------------------------------ | ------------------------------------------------------ | ------------------------------------------------------ | ------------------------------------------------------ | ------------------------------------------------------ | ------------------------------------------------------ | ------------------------------------------------------ | ------------------------------------------------------ |
| 2011/12  | San Antonio Spurs    | 64                                                     | 39                                                     | 24,0                                                   | 49,3                                                   | 37,6                                                   | 77,3                                                   | 5,1                                                    | 1,1                                                    | 1,3                                                    | 0,4                                                    | 7,9                                                    |
| 2012/13  | San Antonio Spurs    | 58                                                     | 57                                                     | 31,2                                                   | 49,4                                                   | 37,4                                                   | 82,5                                                   | 6,0                                                    | 1,6                                                    | 1,7                                                    | 0,6                                                    | 11,9                                                   |
| 2013/14  | San Antonio Spurs    | 66                                                     | 65                                                     | 29,1                                                   | 52,2                                                   | 37,9                                                   | 80,2                                                   | 6,2                                                    | 2,0                                                    | 1,7                                                    | 0,8                                                    | 12,8                                                   |
| 2014/15  | San Antonio Spurs    | 64                                                     | 64                                                     | 31,8                                                   | 47,9                                                   | 34,9                                                   | 80,2                                                   | 7,2                                                    | 2,5                                                    | 2,3                                                    | 0,8                                                    | 16,5                                                   |
| 2015/16  | San Antonio Spurs    | 72                                                     | 72                                                     | 33,1                                                   | 50,6                                                   | 44,3                                                   | 87,4                                                   | 6,8                                                    | 2,6                                                    | 1,8                                                    | 1,0                                                    | 21,2                                                   |
| 2016/17  | San Antonio Spurs    | 74                                                     | 74                                                     | 33,4                                                   | 48,5                                                   | 38,1                                                   | 88,0                                                   | 5,8                                                    | 3,5                                                    | 1,8                                                    | 0,7                                                    | 25,5                                                   |
| 2017/18  | San Antonio Spurs    | 9                                                      | 9                                                      | 23,3                                                   | 46,8                                                   | 31,4                                                   | 81,6                                                   | 4,7                                                    | 2,3                                                    | 2,0                                                    | 1,0                                                    | 16,2                                                   |
| 2018/19  | Toronto Raptors      | 60                                                     | 60                                                     | 34,0                                                   | 49,6                                                   | 37,1                                                   | 85,4                                                   | 7,3                                                    | 3,3                                                    | 1,8                                                    | 0,4                                                    | 26,6                                                   |
| 2019/20  | Los Angeles Clippers | 57                                                     | 57                                                     | 32,4                                                   | 47,0                                                   | 37,8                                                   | 88,6                                                   | 7,1                                                    | 4,9                                                    | 1,8                                                    | 0,6                                                    | 27,1                                                   |
| 2020/21  | Los Angeles Clippers | 52                                                     | 52                                                     | 34,1                                                   | 51,2                                                   | 39,8                                                   | 88,5                                                   | 6,5                                                    | 5,2                                                    | 1,6                                                    | 0,4                                                    | 24,8                                                   |
| 2021/22  | Los Angeles Clippers | Speelde niet door operatie en herstel van een blessure | Speelde niet door operatie en herstel van een blessure | Speelde niet door operatie en herstel van een blessure | Speelde niet door operatie en herstel van een blessure | Speelde niet door operatie en herstel van een blessure | Speelde niet door operatie en herstel van een blessure | Speelde niet door operatie en herstel van een blessure | Speelde niet door operatie en herstel van een blessure | Speelde niet door operatie en herstel van een blessure | Speelde niet door operatie en herstel van een blessure | Speelde niet door operatie en herstel van een blessure |
| 2022/23  | Los Angeles Clippers | 52                                                     | 50                                                     | 33,6                                                   | 51,2                                                   | 41,6                                                   | 87,1                                                   | 6,5                                                    | 3,9                                                    | 1,4                                                    | 0,5                                                    | 23,8                                                   |
| Carrière | Carrière             | 628                                                    | 599                                                    | 31,5                                                   | 49,5                                                   | 38,7                                                   | 85,9                                                   | 6,4                                                    | 3,0                                                    | 1,7                                                    | 0,6                                                    | 19,6                                                   |
| All-Star | All-Star             | 5                                                      | 5                                                      | 19,8                                                   | 52,5                                                   | 40,0                                                   | —                                                      | 5,8                                                    | 3,8                                                    | 1,2                                                    | 0,2                                                    | 15,6                                                   |

### Play-offs
| Seizoen  | Team                 | WG  | WS  | MPW  | 2P%  | 3P%  | FW%  | RPW | APW | SPW | BPW | PPW  |
| -------- | -------------------- | --- | --- | ---- | ---- | ---- | ---- | --- | --- | --- | --- | ---- |
| 2011/12  | San Antonio Spurs    | 14  | 14  | 27,1 | 50,0 | 45,0 | 81,3 | 5,9 | 0,6 | 1,2 | 0,4 | 8,6  |
| 2012/13  | San Antonio Spurs    | 21  | 21  | 36,9 | 54,5 | 39,0 | 63,3 | 9,0 | 1,0 | 1,8 | 0,5 | 13,5 |
| 2013/14  | San Antonio Spurs    | 23  | 23  | 32,0 | 51,0 | 41,9 | 73,6 | 6,7 | 1,7 | 1,7 | 0,6 | 14,3 |
| 2014/15  | San Antonio Spurs    | 7   | 7   | 35,7 | 47,7 | 42,3 | 77,1 | 7,4 | 2,6 | 1,1 | 0,6 | 20,3 |
| 2015/16  | San Antonio Spurs    | 10  | 10  | 33,9 | 50,0 | 43,6 | 82,4 | 6,3 | 2,8 | 2,6 | 1,4 | 22,5 |
| 2016/17  | San Antonio Spurs    | 12  | 12  | 35,8 | 52,5 | 45,5 | 93,1 | 7,8 | 4,6 | 1,7 | 0,5 | 27,7 |
| 2018/19  | Toronto Raptors      | 24  | 24  | 39,1 | 49,0 | 37,9 | 88,4 | 9,1 | 3,9 | 1,7 | 0,7 | 30,5 |
| 2019/20  | Los Angeles Clippers | 13  | 13  | 39,3 | 48,9 | 32,9 | 86,2 | 9,3 | 5,5 | 2,3 | 0,8 | 28,2 |
| 2020/21  | Los Angeles Clippers | 11  | 11  | 39,3 | 57,3 | 39,3 | 88,0 | 7,7 | 4,4 | 2,1 | 0,8 | 30,4 |
| 2022/23  | Los Angeles Clippers | 2   | 2   | 40,0 | 54,5 | 60,0 | 88,2 | 6,5 | 6,0 | 2,0 | 0,5 | 34,5 |
| Carrière | Carrière             | 137 | 137 | 35,5 | 51,2 | 40,2 | 84,5 | 7,8 | 2,9 | 1,8 | 0,7 | 21,4 |

2 Leonard ·
3 Belinelli ·
4 Green ·
5 Joseph ·
7 James ·
8 Mills ·
9 Parker ·
11 Ayres ·
15 Bonner ·
16 Baynes ·
20 Ginóbili ·
21 Duncan ·
22 Splitter ·
23 Daye ·
33 Diaw ·
Coach Popovich
1 McCaw ·
2 Leonard ·
3 Anunoby ·
7 Lowry ·
8 Loyd ·
9 Ibaka ·
13 Miller ·
14 Green ·
15 Moreland ·
17 Lin ·
20 Meeks ·
23 VanVleet ·
24 Powell ·
25 Boucher ·
33 Gasol ·
43 Siakam ·
Coach Nurse